# Alwin Aßmann
Alwin Aßmann (* 1. August 1899 in Dornbirn; † 8. Januar 1984 ebenda) war ein österreichischer Politiker (NSDAP, VdU).

## Berufsleben
Alwin Aßmann war Major der Reserve, zunächst als Standesbeamter, später als Immobilienmakler tätig.

## Politik
Er beantragte am 26. Juni 1938 die Aufnahme in die NSDAP und wurde zum 1. Januar 1940 aufgenommen (Mitgliedsnummer 7.363.847). Nach dem Krieg war er Abgeordneter zum Vorarlberger Landtag von 1949 bis 1954 und Abgeordneter zum Nationalrat für die WdU in der VII. Gesetzgebungsperiode vom 15. Dezember 1954 bis zum 8. Juni 1956.

## Veröffentlichungen
- Ein historischer Tag im Österreichischen Parlament : Nationalrat Alwin Assmann spricht zum Nationalbankgesetz, Linz : Österreichische Freiwirtschaftliche Union 1956.